# World TeamTennis 2011
World TeamTennis 2011 — летняя профессиональная командная теннисная лига, игры которой проходят в США в июле 2011 года. Представляла собой тридцать шестой сезон профессионального турнира World TeamTennis. Лигу во второй раз за время своего существования выиграла команда Washington Kastles. Впервые в истории WTT чемпионы не проиграли ни одного матча за сезон.

## Команды-участницы
В играх лиги принимают участие девять команд, разбитых на две конференции по географическому признаку. Команды представляют пять штатов США и округ Колумбия.
| Восточная конференция | Восточная конференция   | Восточная конференция                                                                                                  | Западная конференция   | Западная конференция     | Западная конференция                                                                            |
| Команда               | Город                   | Состав | Команда                | Город                    | Состав                                                                                          |
| --------------------- | ----------------------- | --- | ---------------------- | ------------------------ | ----------------------------------------------------------------------------------------------- |
| Boston Lobsters       | Миддлтон, Массачусетс   | Джеймс Блейк Эрик Буторак Машона Вашингтон Коко Вандевеге Ян-Майкл Гэмбилл Джон Изнер Шанель Схеперс Джон-Пол Фруттеро | Kansas City Explorers  | Канзас-Сити, Миссури     | Боб Брайан Майк Брайан Мэдисон Бренгл Алекс Кузнецов Кристина Макхейл Рикардо Мелло Квета Пешке |
| New York Sportimes    | Нью-Йорк                | Алекс Богданович Грег Джонс Джон Макинрой Кэти О'Брайен Эбигейл Спирс Джесси Уиттен Мартина Хингис                     | Newport Beach Breakers | Ньюпорт-Бич, Калифорния  | Тейлор Дент Энн Кеотавонг Лестер Кук Мари-Эв Пеллетье Трэвис Реттенмайер Пит Сампрас            |
| Philadelphia Freedoms | Вилланова, Пенсильвания | Бьорн Борг Беатрис Капра Джулия Коэн Лиза Реймонд Мелани Уден Нейтан Хили Брендан Эванс                                | Sacramento Capitals    | Ситрус-Хайтс, Калифорния | Душан Вемич Ваня Кинг Марк Ноулз Ник Монро Марди Фиш Кристина Фузано Ясмин Шнак                 |
| Washington Kastles    | Вашингтон               | Леандер Паес Бобби Рейнольдс Арина Родионова Ренне Стаббс Винус Уильямс Серена Уильямс                                 | St. Louis Aces         | Сент-Луис, Миссури       | Роман Борванов Тамира Пашек Жан-Жюльен Ройер Мария Санчес Марк Филиппуссис Лизель Хубер         |
|                       |                         | | Springfield Lasers     | Спрингфилд, Миссури      | Карли Галликсон Рик де Вуст Равен Класен Лилия Остерло Пол Хенли                                |

## Турнирная таблица
Команды внутри каждой конференции играют в основном между собой, отдельные игры проводя с командами из другой конференции. Каждая команда проводит в рамках группового турнира по 14 игр (семь дома и семь на выезде) по 5 сетов — в мужском одиночном, женском одиночном, мужском парном, женском парном и смешанном парном разряде. По две лучших команды в каждой конференции разыгрывают финалы конференций на домашних площадках команд-победительниц группового этапа. Финальный матч между чемпионами конференций прошёл в Чарльстоне (Южная Каролина) 24 июля 2011 года.
| Легенда  |
| -------- |
| Дома     |
| В гостях |

### Восточная конференция
| Команда               | WK                | BL                | NS                | PF                | SA          | SC          | KE         | NB    | SL          | В  | П  | %   |
| --------------------- | ----------------- | ----------------- | ----------------- | ----------------- | ----------- | ----------- | ---------- | ----- | ----------- | -- | -- | --- |
| Washington Kastles    |                   | 25:10 25:18       | 20:19 21:20 23:15 | 19:18 25:11       | 21:20       | 21:16 25:14 | 21:18      | 21:13 | 23:20 21:20 | 14 | 0  | 100 |
| Boston Lobsters       | 10:25 18:15       |                   | 25:16 16:21       | 22:16 23:15 22:17 | 13:25 11:24 | 22:21       | 8:25       | 14:22 | 24:19 17:23 | 7  | 7  | 50  |
| New York Sportimes    | 19:20 20:21 15:23 | 16:25 21:16       |                   | 23:13 21:19 19:21 | 16:15       | 21:12       | 7:25 24:18 | 19:17 | 17:20       | 7  | 7  | 50  |
| Philadelphia Freedoms | 18:19 11:25       | 16:22 15:23 17:22 | 13:23 19:21 21:19 |                   | 11:25 22:17 |             | 17:21      | 25:16 | 13:24 13:25 | 3  | 11 | 21  |

### Западная конференция
| Команда                | SL                | SC                | KE                | NB                | SA          | WK          | BL          | NS         | PF          | В | П  | %  |
| ---------------------- | ----------------- | ----------------- | ----------------- | ----------------- | ----------- | ----------- | ----------- | ---------- | ----------- | - | -- | -- |
| St. Louis Aces         |                   | 21:16 19:20       | 17:20 23:15       | 18:19 21:20 21:11 | 21:16       | 20:21       | 25:13 24:11 | 15:16      | 25:11 17:22 | 8 | 6  | 57 |
| Sacramento Capitals    | 16:21 20:19       |                   | 23:16 23:12 15:20 | 22:19 19:18 22:11 | 25:7 21:17  | 16:21 14:25 | 21:22       | 12:21      |             | 8 | 6  | 57 |
| Kansas City Explorers  | 20:17 15:23       | 16:23 12:23 20:15 |                   | 14:23 23:17       | 21:17 21:13 | 18:21       | 25:8        | 25:7 18:24 | 21:17       | 8 | 6  | 57 |
| Newport Beach Breakers | 19:18 20:21 11:21 | 19:22 18:19 11:22 | 23:14 17:23       |                   | 20:19 21:14 | 13:21       | 22:14       | 17:19      | 16:25       | 4 | 10 | 29 |
| Springfield Lasers     | 16:21             | 7:25 17:21        | 17:21 13:21       | 19:20 14:21       |             | 20:23 20:21 | 19:24 23:17 | 20:17      | 24:13 25:13 | 4 | 10 | 29 |

Лучшие игроки сезона

### Финалы конференций
Финалы конференций прошли 22 и 23 июля на домашних площадках команд, занявших первое место в конференциях.
| Команда               | ЖО                    | МО                    | ЖП                    | МП                    | СП                    | ОТ                    | Общий счёт            |                       |
| Восточная конференция | Восточная конференция | Восточная конференция | Восточная конференция | Восточная конференция | Восточная конференция | Восточная конференция | Восточная конференция | Восточная конференция |
| --------------------- | --------------------- | --------------------- | --------------------- | --------------------- | --------------------- | --------------------- | --------------------- | --------------------- |
| Washington Kastles    | 4                     | 3                     | 5                     | 5                     | 5                     | 1                     | 23                    |                       |
| Boston Lobsters       | 5                     | 5                     | 1                     | 2                     | 2                     | 0                     | 15                    |                       |
| Западная конференция  |                       |                       |                       |                       |                       |                       |                       |                       |
| St. Louis Aces        | 5                     | 3                     | 4                     | 3                     | 5                     |                       | 20                    |                       |
| Sacramento Capitals   | 1                     | 5                     | 5                     | 5                     | 3                     |                       | 19                    |                       |

### Финал лиги
Финальный матч прошёл в Чарльстоне (Южная Каролина) 24 июля.
| Команда            | ЖО | МО | ЖП | МП | СП | ОТ | Общий счёт |
| ------------------ | -- | -- | -- | -- | -- | -- | ---------- |
| Washington Kastles | 5  | 4  | 5  | 5  | 3  | 1  | 23         |
| St. Louis Aces     | 4  | 5  | 0  | 2  | 5  | 3  | 19         |

## Лидеры лиги
| Разряд            | Лидер          | Команда            | Выиграно геймов | Проиграно геймов | Процент побед |
| ----------------- | -------------- | ------------------ | --------------- | ---------------- | ------------- |
| Женский одиночный | Мартина Хингис | New York Sportimes | 56              | 27               | 68            |
| Мужской одиночный | Рик де Вуст    | Springfield Lasers | 39              | 23               | 63            |
| Женский парный    | Мария Санчес   | St. Louis Aces     | 50              | 22               | 69            |
| Мужской парный    | Леандер Паес   | Washington Kastles | 64              | 45               | 59            |
| Смешанный парный  | Леандер Паес   | Washington Kastles | 65              | 43               | 60            |

- Самый ценный игрок (MVP) сезона среди женщин: Лизель Хубер (St. Louis Aces)[3]
- Самый ценный игрок сезона среди мужчин: Леандер Паес (Washington Kastles)[3]
- Самый ценный игрок финала: Арина Родионова (Washington Kastles)[1]
- Тренер года: Мерфи Дженсен (Washington Kastles)[3]